# Víctor Córdoba
Víctor Córdoba (ur. 15 marca 1962 w Punta Alegre) – panamski bokser kategorii super średniej, były mistrz świata WBA w kategorii super średniej.

## Kariera zawodowa
Jako zawodowiec zadebiutował 30 maja 1981 roku, remisując z rodakiem Felixem Rivasem. W kolejnych 3 walkach, dwie zremisował znowu z Rivasem i doznał jednej porażki z Nestorem Floresem.
30 sierpnia 1985 roku zdobył mistrzostwo Panamy i pas WBA Fedelatin  w wadze średniej, nokautując w 3 rundzie wspomnianego wcześniej Floresa. Do końca 1990 roku stoczył jeszcze 13 pojedynków z mniej znanymi rywalami, z czego 12 wygrał i 1 przegrał.
5 kwietnia 1991 roku dostał szansę walki o pas WBA w kategorii super średniej. Jego rywalem był Christophe Tiozzo, dla którego była to 3 obrona pasa. Córdoba posłał rywala na deski w 9 rundzie, przy czym sędzia postanowił przerwać pojedynek i Panamczyk zwyciężył przez TKO.
13 grudnia 1991 roku obronił tytuł po raz 1, pokonując przez TKO w 11 rundzie niepokonanego Włocha Vincenzo Nardiello, który w przyszłości zdobył tytuł w wadze super średniej. W drugiej obronie zmierzył się z Michaelem Nunnem. Nunn zwyciężył przez niejednogłośną decyzję, wynik wywołał wiele kontrowersji, ponieważ to Córdoba był lepszy w tym pojedynku.
30 stycznia 1996 roku doszło do rewanżu z Nunnem. Tym razem odbyło się bez kontrowersji i Nunn zwyciężył jednogłośnie na punkty (107-115, 106-117, 106-120), po bardziej pojedynku niż wskazywałaby na to punktacja sędziów.
Po porażce z Nunnem, Córdoba stoczył jeszcze 5 pojedynków, z których 3 wygrał i 2 przegrał, ostatni raz walcząc w 1999 roku.